# Adacnarca trapezina
Adacnarca trapezina is een tweekleppigensoort uit de familie van de Philobryidae. De wetenschappelijke naam van de soort is voor het eerst geldig gepubliceerd in 1897 door Bernard.